# Estrela-Guia
Estrela-Guia é uma telenovela brasileira produzida e exibida pela TV Globo de 12 de março a 15 de junho de 2001, em 83 capítulos. Substituindo O Cravo e a Rosa, foisubstituída por A Padroeira, sendo a 58ª "novela das seis" exibida pela emissora.
Escrita por Ana Maria Moretzsohn, com colaboração de Daisy Chaves, Izabel de Oliveira, Fernando Rebello e Patrícia Moretzsohn, tendo direção de Denise Saraceni, Carlos Araújo e Ulysses Cruz, direção geral de Denise Saraceni e Carlos Araújo, com direção de núcleo de Denise Saraceni.
Contou com as participações de Sandy, Guilherme Fontes, Carolina Ferraz, Rodrigo Santoro, Thaís Fersoza, Rosamaria Murtinho, Lucinha Lins e Lilia Cabral.

## Enredo

Guilherme Fontes, Thaís Fersoza, Rodrigo Santoro, Fernanda Rodrigues, Sandy e Thiago Fragoso nos bastidores da novela.

Bob (Marcos Winter) é um corretor da Bolsa de Valores que abandona tudo e vai para os Estados Unidos em busca de uma comunidade hippie sobre a qual leu, se casando com Catherine (Maitê Proença) e dando a luz a Cristal. De volta ao Brasil, ele procura seu melhor amigo, Tony (Guilherme Fontes), um rapaz de apenas 18 anos que tem uma carreira promissora na Bolsa, e pede que ele seja padrinho da pequena. Bob compra uma grande fazenda no interior de Goiás, onde funda a comunidade hippie Jagatah – "Universo" em sânscrito –, onde predomina o altruísmo e a harmonia com a natureza, além da ausência de dinheiro e supérfluos, acolhendo diversas pessoas que compartilham dos mesmos ideais. Após 17 anos, Cristal (Sandy) se tornou uma moça bela e de bom coração, que desperta o interesse do motoqueiro mau-caráter Charles (Rodrigo Santoro), sendo a única capaz de despertar seu lado bom, embora ela não corresponda a paixão. Ele é filho do fazendeiro Alaor (Sérgio Mamberti), o homem mais poderoso das redondezas e que não permite maldades com os hippies, embora sua mulher, Daphne (Lilia Cabral), não seja tão condescendente.
A perua descobre que nas terras de Jagatah há uma mina de pedras preciosas que multiplicaria seu dinheiro e conta com a ajuda de seu capataz e amante Ignário (Floriano Peixoto) para tentar expulsa-los de lá e fazer com que lhe vendam o local. Após um misterioso incêndio que tira a vida de seus pais, Cristal fica órfã e se vê obrigada a ir morar no Rio de Janeiro com seu padrinho – apesar da posição contra de Su-Sukham (Mônica Torres), que teme que a garota seja ludibriada pela cidade grande e manipulada a vender as terras, acabando com a comunidade. Apesar da aparente preocupação com Cristal, Su-Sukham não é bem o que parece. Seu radicalismo em relação à vida na comunidade esconde uma figura maléfica. Tony, agora com 35 anos, descobre com Cristal um inesperado e puro amor, que terá que passar por diversas provações para florescer. O rapaz era noivo da inescrupulosa Vanessa (Carolina Ferraz), que será capaz de tudo para separar os dois, até mesmo formar uma aliança com Carlota (Rosamaria Murtinho), a falida mãe de Tony, que também não vê com bons olhos o romance e conta com a ajuda da amiga Lucrécia (Lucinha Lins) em suas armações. Além disso, Cristal também se torna alvo de Guilherme (Gabriel Braga Nunes), dono de uma produtora que acha o jeito da jovem único e seus mantras originais, acreditando que ela poderá lucrar milhões explorando sua imagem.
Paralelamente há a história de Santiago (Sergio Marone), um rapaz misterioso que chega em Jagatah buscando reclusão, mas que na verdade esconde o fato de ter um estranho dom de conseguir curar as pessoas, vivendo um romance com Sukhi (Fernanda Rodrigues). Quem descobre a verdade é Lalá (Christine Fernandes), que passa a ameaçá-lo e o faz utilizar esse dom para ganhar dinheiro. Zeca (Junior Lima) é um malabarista que trabalha no sinal e passa a ser também explorado por Guilherme quando descobre seus dons para a música. A rebelde Gisela (Thaís Fersoza) também se apaixona por Charles e, assim como a mãe Vanessa, não mede esforços para conquistar o rapaz. Já Bernardo (Thiago Fragoso) cresceu com rancor por ter sido abandonado pela mãe aos cinco anos, que foi embora e deixou-o seu pai Mauro (Tarcísio Filho), sendo que ele também se envolve com Cristal.

## Elenco
| Intérprete          | Personagem                     |
| ------------------- | ------------------------------ |
| Sandy               | Cristal                        |
| Guilherme Fontes    | Luís Antônio Salles (Tony)     |
| Carolina Ferraz     | Vanessa Rios                   |
| Rodrigo Santoro     | Carlos Charles Pimenta         |
| Thaís Fersoza       | Gisela Rios                    |
| Lília Cabral        | Daphne Pimenta (Daf)           |
| Floriano Peixoto    | Inácio                         |
| Rosamaria Murtinho  | Carlota Salles                 |
| Lucinha Lins        | Lucrécia Espíndola             |
| Sérgio Mamberti     | Alaor Pimenta                  |
| Nelson Xavier       | Purunam                        |
| Mônica Torres       | Su-Sukham                      |
| Tarcísio Filho      | Mauro Lima                     |
| Christine Fernandes | Lara Gouveia (Lalá)            |
| Gabriel Braga Nunes | Guilherme Nunes                |
| Ana Carbatti        | Dominique Cruz                 |
| Graziella Moretto   | Heloísa Castro Lima            |
| Sergio Marone       | Santiago / Fernando Ribeiro    |
| Fernanda Rodrigues  | Sukhi Sukham                   |
| Thiago Fragoso      | Bernardo Lima                  |
| Junior Lima         | José Carlos Oliveira (Zeca)    |
| Isabela Garcia      | Luciana Teixeira               |
| Evandro Mesquita    | André Teixeira                 |
| Nizo Neto           | Elesbão                        |
| Cida Moreyra        | Castorina dos Santos           |
| Miguel Magno        | Romeu                          |
| Maria Pompeu        | Nenzinha                       |
| Maurício Gonçalves  | Michael Brooks                 |
| Flávia Bonato       | Maria Aparecida Barreto (Cida) |
| Oberdan Júnior      | Rafael Curi                    |
| Lucy Mafra          | Tânia                          |
| Alexandre Barbalho  | Felício                        |
| Marcelo Freitas     | Diogo                          |
| Natália Barreto     | Priscila Lima                  |
| Thiago de Los Reyes | João Lima                      |
| Renata Bravin       | Maria Teixeira                 |
| Netinho Alves       | Daniel Cruz Salles             |

### Participações especiais
| Intérprete            | Personagem                     |
| --------------------- | ------------------------------ |
| Maitê Proença         | Catherine McAdams / Kalinda    |
| Marcos Winter         | Roberto Macedo (Bob) / Hanumam |
| Irving São Paulo      | Humberto                       |
| Cláudia Ohana         | Glorinha                       |
| Marcos Pasquim        | Edmilson                       |
| Daniele Suzuki        | Bianca                         |
| Ana Beatriz Nogueira  | Esperança                      |
| Jorge Botelho         | Rogério                        |
| Milton Gonçalves      | Juiz                           |
| Regina Duarte         | Ela mesma                      |
| Chitãozinho & Xororó  | Eles mesmos                    |
| Narcisa Tamborindeguy | Ela mesma                      |

## Produção
"Eu precisava de uma menina de cerca de 17 anos, bonita, com ar de inocência, que tivesse carisma e principalmente que cantasse muito bem, porque era essa a minha história."

— A autora Ana Maria Moretzsohn sobre escolher Sandy para interpretar Cristal.
Em 2000, a TV Globo decidiu testar um formato diferente para as "novelas das seis", – faixa até então ocupada por histórias de época ou dramas contemporâneos de cunho mais sério – buscando atrair o público jovem, que esvaia para outros programas e atividades após o final de cada capítulo de Malhação, aprovando a trama juvenil de Ana Maria Moretzsohn. Na época, Walcyr Carrasco já escrevia a sucessora para o horário, A Padroeira, que estrearia em junho de 2001, tendo Ana Maria a missão de escrever uma trama sucinta de apenas três meses, apelidada de "novela de verão" pela direção, não tendo a opção de estiramentos, tanto pela agenda atribulada na música de Sandy, quanto pela produção em andamento da próxima novela. A boa recepção da audiência – a maior desde História de Amor – fez com que a emissora aprovasse, após o fim de Estrela Guia, outras tramas voltadas ao público jovem, como Coração de Estudante e Agora É que São Elas.
A autora inspirou-se em diversos filmes do imaginário adolescente entre as décadas de 1950 e 1980 para escrever a telenovela, incluindo Hair (1979), de onde veio inspiração para o núcleo hippie e do personagem que sai do interior para a cidade grande; Papai Pernilongo (1955), no qual inspirou-se para escrever sobre o rapaz que apadrinha uma jovem órfã; e Presente de Grego (1987), referência para a história sobre se tornar guardião de uma jovem da qual não se lembrava da existência. A fictícia cidade de Arco da Aliança, onde parte da trama se passa, foi inspirada na comunidade alternativa Frater Unidade, em Pirenópolis, em Goiás. Segundo a autora, toda a história foi escrita especialmente para que Sandy protagonizasse, uma vez que ela gostaria que a cantora apresentasse ao público uma imagem diferente do seriado Sandy & Junior, longe do humor e mais próximo aos romances hollywoodianos. Para dar vida à personagem Cristal, Sandy aprendeu a cantar mantras e também teve que desacelerar o ritmo de sua fala e respiração. Estrela-Guia ficou conhecida como "a novela da Sandy" e os figurinos da personagem dela, ao estilo "new hippie", fizeram moda naquele ano.

## Recepção

### Audiência
A estreia da novela marcou 37 pontos com picos de 43, representando sete a mais que o primeiro capítulo da antecessora, O Cravo e a Rosa. Seu último capítulo atingiu 31 pontos. A novela teve 30,9 pontos de média de audiência.

### Críticas de grupos religiosos
O fato de Estrela-Guia abordar temas como esoterismo e misticismo causou incômodo em grupos religiosos católicos, metodistas e evangélicos. Alguns líderes da Igreja Católica, por exemplo, afirmaram que a personagem de Sandy "tem características não cristãs", enquanto os bispos da Igreja Metodista do Brasil orientaram seus fiéis a "não assistirem as novelas" da TV Globo, que na época também exibia Um Anjo Caiu do Céu e Porto dos Milagres, cujos enredos abordam temas como "proteção divina", "benção do além", "anjo da guarda" e o Candomblé. Os líderes metodistas também alegaram que as questões abordadas nessas novelas "não combinam com a formação cristã do povo brasileiro [...] e acabam influenciando milhares de pessoas [...] a aceitarem essa espiritualidade mágica." Autora de Estrela-Guia, Ana Maria Moretzsohn respondeu às críticas dizendo que "a comunidade de Cristal segue conceitos presentes em todas as religiões. [...] Não faço apologia de nada. Sou cética, não esotérica."
A novela também foi criticada por ter "banalizado" os ensinamentos e modo de vida das comunidades hippies. Escrevendo para a IstoÉ, Clarisse Meirelles e Valéria Propato afirmaram que "Com situações e personagens estereotipados, indumentária de butique, defesa moralista da ecologia e clima de fábula, a novela conseguiu banalizar o movimento mais importante do último século."

## Exibição
A TV Globo cogitou reexibir Estrela-Guia em 2004 no Vale a Pena Ver de Novo, mas desistiu após Sandy & Júnior cancelarem a renovação de seu contrato como atores da emissora. Em vez disso, a Globo exibiu uma reprise de Corpo Dourado.
Foi exibida pelo Viva no horário das 11h45 de 8 de abril a 31 de julho de 2019, tendo sido substituída por Caça Talentos. Por questões de direitos autorais, o tema de abertura original foi substituído por uma trilha instrumental anteriormente gravada para a exibição da Globo Internacional.

### Outras Mídias
Em 6 de julho de 2020, foi disponibilizada pelo Globoplay, como parte do Projeto Resgate. Sendo disponibilizada a versão exibida pelo Viva em 2019, sem o tema de abertura original e com imagem em 16:9 (tela esticada).

## Música
A trilha sonora da novela foi lançada em 9 de março de 2001 e se tornou uma das trilhas sonoras mais vendidas de todos os tempos entre os CDs de trilhas sonoras de novelas da emissora. A música incidental da novela foi de autoria de Tomaz Lima, conhecido pelo nome artístico de Homem de Bem. O CD, "Mantras e Bhajans de Estrela-Guia", lançado pela Som Livre, encontra-se esgotado.[carece de fontes?] Tomaz Lima ensinou Sandy a gravar mantras.[carece de fontes?]
Várias músicas da trilha sonora estiveram em trilhas sonoras de outras obras: "Enrosca" anteriormente foi incluída em 1977, na trilha da novela Locomotivas, como tema da personagem Patrícia, na versão de Guilherme Lamounier; "Oye como Va", em 1994, foi tema romântico dos personagens Pessoa (Guga Coelho) e Adrenalina (Natália Lage), em Tropicaliente, também por Santana; e "Vieste", em 1993, foi tema de Lucas (Leonardo Vieira), em Sonho Meu, na versão de Ivan Lins.

### Volume 1
Capa: logotipo da novela
1. "Imagine" - Paulo Ricardo
2. "Por Um Triz" - Lulo Scroback
3. "Just The Way You Are" - Barry White
4. "Cristal" - Ithamara Koorax
5. "Enrosca" - Sandy & Junior
6. "Oye Como Va" - Santana
7. "Quase Nada" - Zeca Baleiro
8. "Rebelião" - Skank
9. "Um Girassol da Cor do Seu Cabelo" - Claudia Ohana
10. "Father and Son" - Cat Stevens
11. "Pout-Pourri: Bailão de Peão / Na Aba do Meu Chapéu" - Chitãozinho e Xororó
12. "Vieste" - Lenine
13. "Vamo Embolando" - Banda Beijo
14. "Lá Em Mauá" - P. O. Box
15. "Amor de Índio" - Roupa Nova
16. "Retiens La Nuit" - Johnny Hallyday
17. "Vem para Mim (Run to Me)" - 6L6
18. "Como Nossos Pais" - Elis Regina

### Volume 2: Mantras e Bhajans
1. Estrela-guia
2. Hari Om
3. Bhaja Sri Krishna
4. Paz, Amor e Harmonia
5. Alegria
6. Gurudeva
7. Espírito e Natureza
8. Tu És Minha Vida
9. Jaya Ganesha
10. Os Quatro Elementos
11. Canção do Swami Ram Tirtha
12. Guru Sharanam
13. Amrita
14. Madana Mohana Murari

## Prêmios
- Prêmio Kids’ Choice
  - Atriz Favorita: Sandy
  - Ator Favorito: Rodrigo Santoro